# Riatia venezuelana
Riatia venezuelana är en kackerlacksart som beskrevs av Rocha e Silva 1964. Riatia venezuelana ingår i släktet Riatia och familjen småkackerlackor.
Artens utbredningsområde är Venezuela. Inga underarter finns listade i Catalogue of Life.